# Recreació del mamut llanut

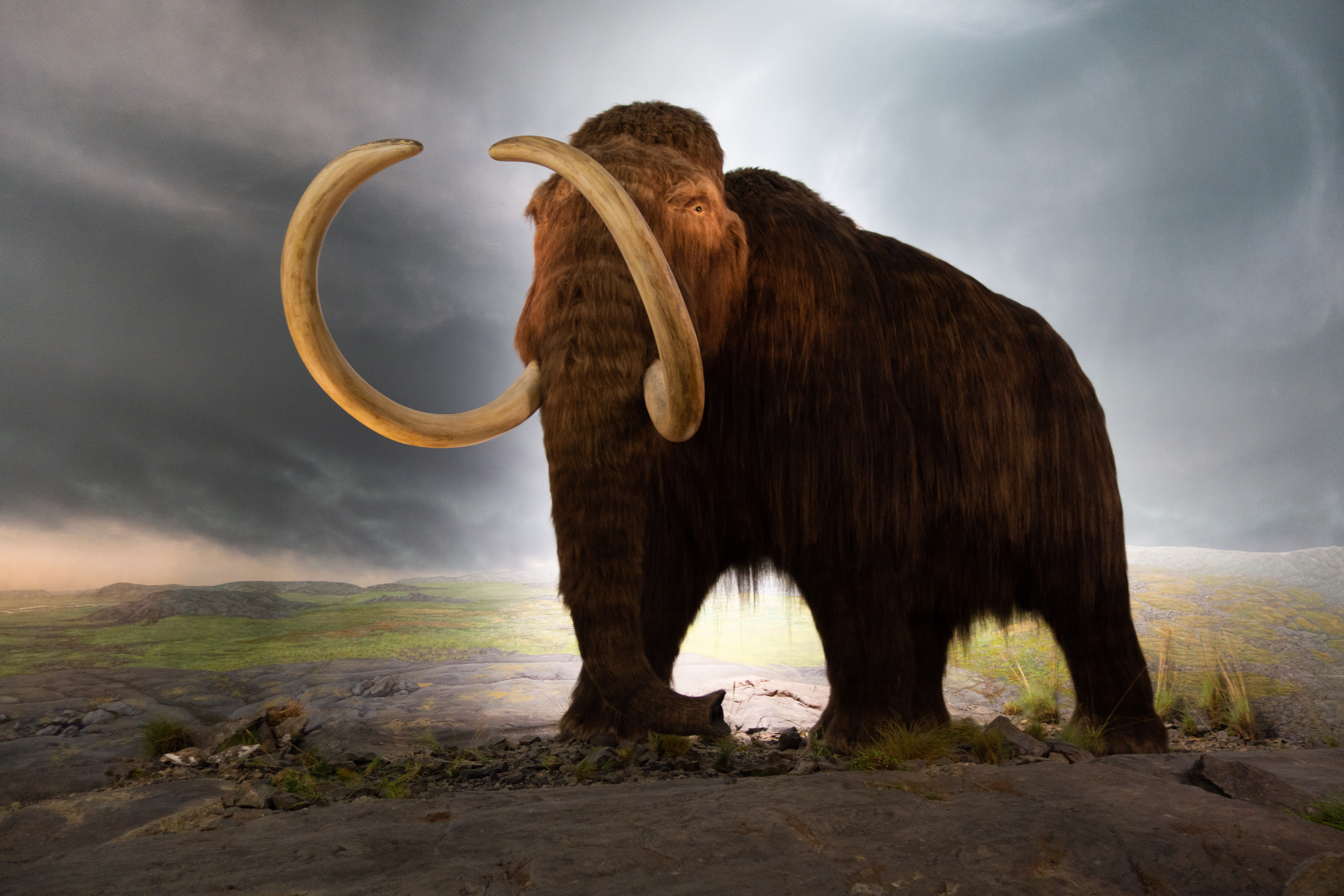
Maqueta d'un mamut llanut al Royal BC Museum

L'existència de restes de teixits tous congelats i ADN de mamuts llanuts ha portat a la idea que l'espècie podria recrear-se per mitjans científics. S'han proposat diversos mètodes per aconseguir-ho.

## Visió general
Un dels usos científics proposats d'aquest material genètic conservat és recrear mamuts vius. S'ha discutit teòricament durant molt de temps, però recentment s'ha convertit en objecte d'esforç formal a causa dels avenços en tècniques de biologia molecular i la clonació de mamífers. La clonació de mamífers ha millorat en les últimes dues dècades, però no s'ha trobat cap teixit de mamut viable ni el seu genoma intacte que intenti la clonació.
Segons un equip de recerca, un mamut no es pot recrear, però finalment intentarà fer créixer en un "ventre artificial" un elefant híbrid amb alguns trets de mamut llanut. La genòmica comparativa mostra que el genoma dels mamuts coincideix amb el 99% del genoma dels elefants, de manera que alguns investigadors pretenen dissenyar un elefant amb alguns gens de mamut que codifiquin l’aspecte extern i els trets d'un mamut. El resultat seria un híbrid elefant-mamut amb no més d'un 1% de gens de mamut. Projectes separats estan treballant per afegir progressivament gens de mamut a les cèl·lules d'elefant in vitro.

## Clonació
La clonació implicaria l'eliminació del nucli que conté ADN de l'òvul d'un elefant femella i la substitució per un nucli del teixit del mamut llanut, un procés anomenat transferència nuclear de cèl·lules somàtiques. Per exemple, Akira Iritani, de la Universitat de Kyoto, al Japó, hauria planejat fer-ho. Després, la cèl·lula seria estimulada perquè es dividís i s'implantaria en un elefant femella. La cria resultant tindria els gens del mamut llanut. Tot i això, ningú no ha trobat encara una cèl·lula mamut viable i la majoria dels científics dubten que cap cèl·lula viva hagi pogut sobreviure a la congelació a la tundra. A causa de les seves condicions de conservació, l'ADN dels mamuts congelats s'ha deteriorat significativament.

## Inseminació artificial
Un segon mètode consisteix a la inseminació artificial d'una cèl·lula d'òvuls d'elefant amb cèl·lules espermàtiques d'un cadàver de mamut llanut congelat. La descendència resultant seria un híbrid d'elefant i mamut, i s'hauria de repetir el procés de manera que es poguessin utilitzar més híbrids en la reproducció. Després de diverses generacions d'encreuament d'aquests híbrids, es produiria un mamut llanut gairebé pur. Es desconeix si l'embrió híbrid es portaria durant la gestació de dos anys; en un cas, un elefant asiàtic i un elefant africà van produir una cria viva anomenada Motty, però va morir per defectes a menys de dues setmanes d'edat. El fet que les cèl·lules espermàtiques dels mamífers moderns siguin viables durant 15 anys com a màxim després de la congelació profunda fa que aquest mètode sigui inviable.

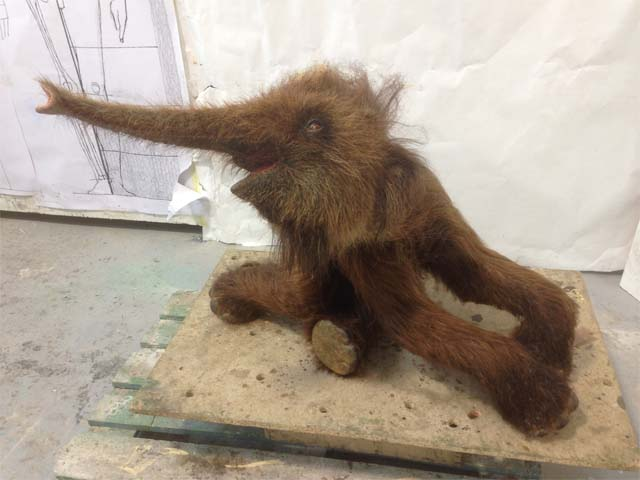
Model que representa la cria "Dima", Stuttgart

## Edició de gens
L'abril de 2015, científics suecs van publicar el genoma complet (seqüència de l'ADN nuclear) del mamut llanut. Diversos projectes estan treballant en la substitució gradual dels gens de les cèl·lules d'elefant per gens de mamut. Un d'aquests projectes és el del genetista de la Universitat Harvard George M. Church, que està finançat per la Long Now Foundation, intenta crear un híbrid de mamut i elefant utilitzant ADN de cadàvers de mamut congelats. Segons els investigadors, un mamut no es pot recrear, però finalment intentaran fer créixer un elefant híbrid amb alguns trets de mamut llanut en un "ventre artificial". L'equip de la Universitat Harvard intenta estudiar les característiques dels animals in vitro substituint o editant alguns gens de mamut específics en cèl·lules de pell d'elefant asiàtic anomenades fibroblasts que tenen el potencial de convertir-se en cèl·lules mare embrionàries. Al març de 2015 i amb la nova tècnica d'edició d'ADN CRISPR, l'equip de Church va fer editar alguns gens de mamut llanós al genoma d'un elefant asiàtic; centrant-se en la resistència al fred inicialment, els gens objectiu són per a la mida de l'orella externa, el greix subcutani, l'hemoglobina i els atributs del cabell. Al febrer de 2017, l'equip de Church havia fet 45 substitucions al genoma de l'elefant. Fins ara el seu treball se centra únicament en cèl·lules individuals.
El Projecte Genoma Mammoth de la Universitat Estatal de Pennsilvània també investiga la modificació de l'ADN dels elefants africans per crear un híbrid d'elefant i mamut. Si s'obté un embrió híbrid viable mitjançant procediments d'edició de gens, pot ser possible la seva implantació en un elefant asiàtic femení allotjat en un zoo, però amb el coneixement i la tecnologia actuals, si l'embrió híbrid es portaria a través del es desconeix la gestació de dos anys.

## Ètica
Si algun mètode té èxit, s'ha suggerit d'introduir els híbrids en una reserva de fauna de Sibèria anomenada Parc del Pleistocè, però alguns biòlegs qüestionen l'ètica d'aquests intents de recreació. A més dels problemes tècnics, no queda gaire hàbitat adequat per a híbrids d'elefant i mamut. Com que ambdues espècies són [eren] socials i gregàries, no seria ideal crear uns quants exemplars. El temps i els recursos necessaris serien enormes i els beneficis científics serien poc clars, cosa que suggereix que aquests recursos s'utilitzaran per preservar les espècies d'elefants existents en perill d'extinció. També s'ha qüestionat l'ètica d'utilitzar els elefants com a mares subrogades en els intents d'hibridació, ja que la majoria dels embrions no sobreviurien i seria impossible conèixer exactament les necessitats d'una cria híbrida d'elefant i mamut.